# Petr Červenka
Petr Červenka (* 24. února 1950 Most) je český politik ČSSD, počátkem 21. století poslanec Parlamentu ČR.

## Biografie
Absolvoval střední průmyslovou školu v Mostě. V letech 1971-1976 a znovu 1991-1998 byl vedoucím sportovního zařízení v Meziboří. V letech 1976-1985 zastával post tajemníka MěstNV v Meziboří, pak do roku 1990 působil jako vedoucí odboru ONV v Mostě. V letech 1974-1991 byl členem KSČ. V roce 1997 vstoupil do ČSSD.
V komunálních volbách roku 1998, komunálních volbách roku 2002, komunálních volbách roku 2006 a komunálních volbách roku 2010 byl zvolen do zastupitelstva města Meziboří za ČSSD. Profesně se k roku 1998 uváděl jako technik, následně k roku 2002 a 2006 coby starosta, v roce 2010 jako místostarosta. Post starosty zastával od roku 1998. V senátních volbách roku 2004 neúspěšně kandidoval do horní komory parlamentu za senátní obvod č. 4 - Most. Získal necelých 20 % hlasů a nepostoupil do 2. kola.
Ve volbách v roce 2006 byl zvolen do poslanecké sněmovny za ČSSD (volební obvod Ústecký kraj). Zasedal ve sněmovním rozpočtovém výboru, petičním výboru a kontrolním výboru. Ve sněmovně setrval do voleb v roce 2010.